# Storm Corrosion
Storm Corrosion – duet muzyczny Szweda Mikaela Åkerfeldta, lidera kwintetu Opeth oraz Brytyjczyka Stevena Wilsona, artysty solowego, znanego także z występów w zespole Porcupine Tree. Muzyka Storm Corrosion to pochodna takich stylów jak: rock atmosferyczny, rock neoprogresywny, post-rock, rock alternatywny, indie rock, heavy metal oraz rock neopsychodeliczny. Debiutancki album formacji zatytułowany Storm Corrosion ukazał się 7 maja 2012 roku nakładem wytwórni muzycznej Roadrunner Records. Wydawnictwo dotarło do 47. miejsca listy Billboard 200 w Stanach Zjednoczonych sprzedając się w przeciągu tygodnia od dnia premiery w nakładzie 9400 egzemplarzy. Materiał był promowany teledyskiem do utworu "Drag Ropes", który wyreżyserowała Jess Cope. Pod koniec 2012 roku album uzyskał nominację do nagrody amerykańskiego przemysłu fonograficznego Grammy w kategorii Best Surround Sound.
Z końcem 2012 roku projekt został zarzucony.

## Dyskografia
| Rok  | Tytuł                                                             | Pozycja na liście | Pozycja na liście | Pozycja na liście | Pozycja na liście | Pozycja na liście | Pozycja na liście | Pozycja na liście | Pozycja na liście |
| Rok  | Tytuł                                                             | USA               | FIN               | SWE               | NLD               | CHE               | DEU               | BEL (FLA)         | BEL (WAL)         |
| ---- | ----------------------------------------------------------------- | ----------------- | ----------------- | ----------------- | ----------------- | ----------------- | ----------------- | ----------------- | ----------------- |
| 2012 | Storm Corrosion - Data: 7 maja 2012 - Wydawca: Roadrunner Records | 47                | 31                | 27                | 32                | 53                | 31                | 117               | 110               |